# Valeriana ficariifolia
Valeriana ficariifolia är en kaprifolväxtart som beskrevs av Pierre Edmond Boissier. Valeriana ficariifolia ingår i släktet vänderötter, och familjen kaprifolväxter. Inga underarter finns listade i Catalogue of Life.